# 存證信函
存證信函乃是保存證據的文書。
存證信函需準備一式三份並採用雙掛號方式寄出，其中一份留存在郵局。日後真有訴訟，將可以透過郵局發信日以及其內容作為證明的信函，證明確實已盡告知義務。
存證信函在法律上並沒有規定它具有特別的效力，諸如訴訟的原被告雙方，或是契約雙方的往來書面信件必須要用存證信函互相通知。但由於它本身的特性，即不僅是如同掛號信函，僅僅在外觀上可以證明確實有通知到對方，但無法確認實質的內容為何。存證信函在信件的內容上，由於有郵局的存本，更可以確認通知對方的內容為何，所以常被欲提出訴訟的當事人廣泛的運用。

## 外部連結
- 中華郵政全球資訊網下載專區	 存證信函